# محوطه دیک داشلار
محوطه دیک داشلار مربوط به دوره اشکانیان است و در شهرستان نیر، بخش مرکزی، دهستان دورسون خواجه، روستای گلجه واقع شده و این اثر در تاریخ ۲۷ بهمن ۱۳۸۷ با شمارهٔ ثبت ۲۴۵۶۸ به‌عنوان یکی از آثار ملی ایران به ثبت رسیده است.